# Бак (Нідерланди)
Бак (нід. Baak) — село в нідерландській провінції Гелдерланд. Входить до муніципалітету Бронкгорст.

## Галерея

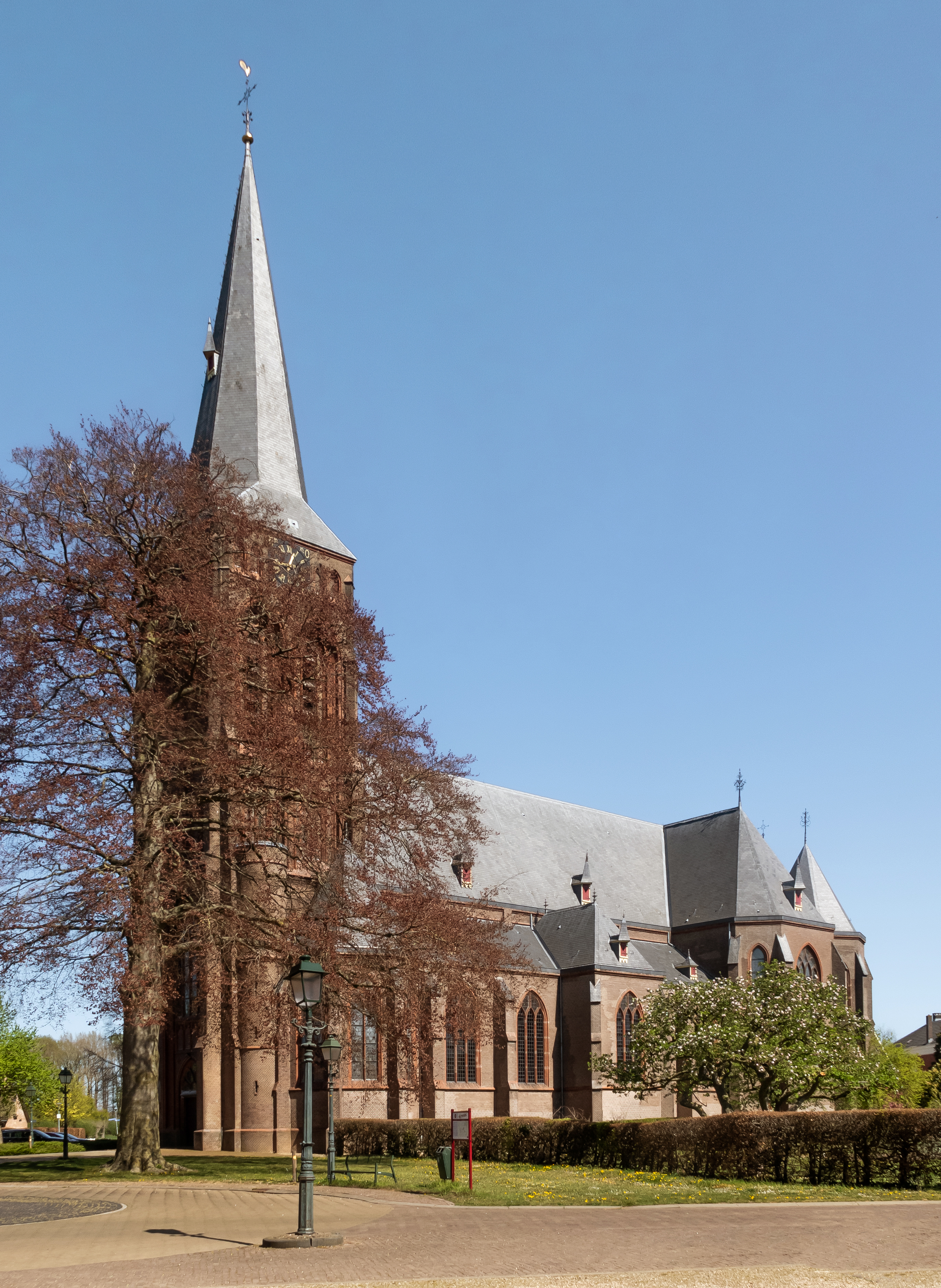
Церква св. Мартініуса
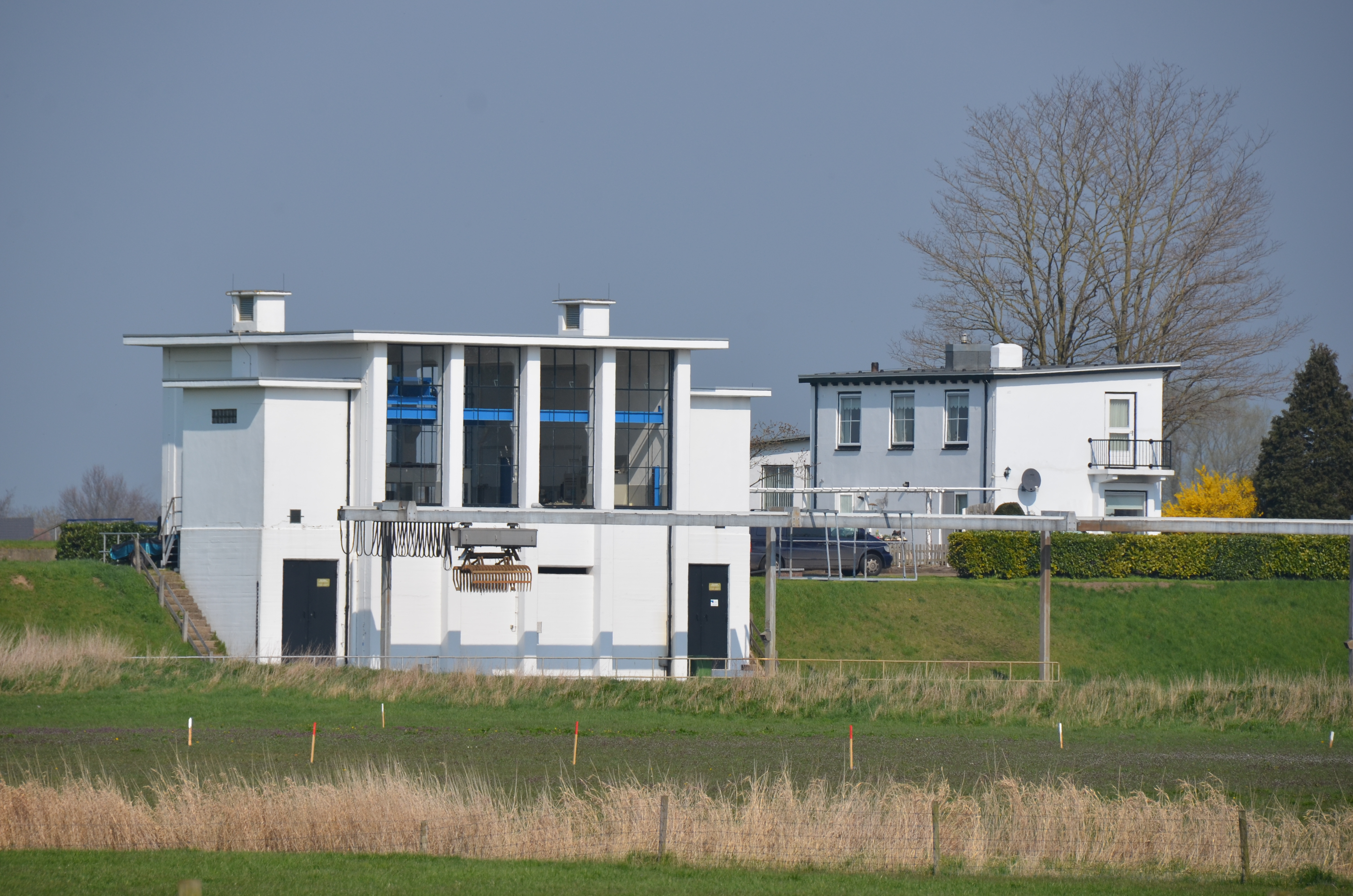
Насосна станція
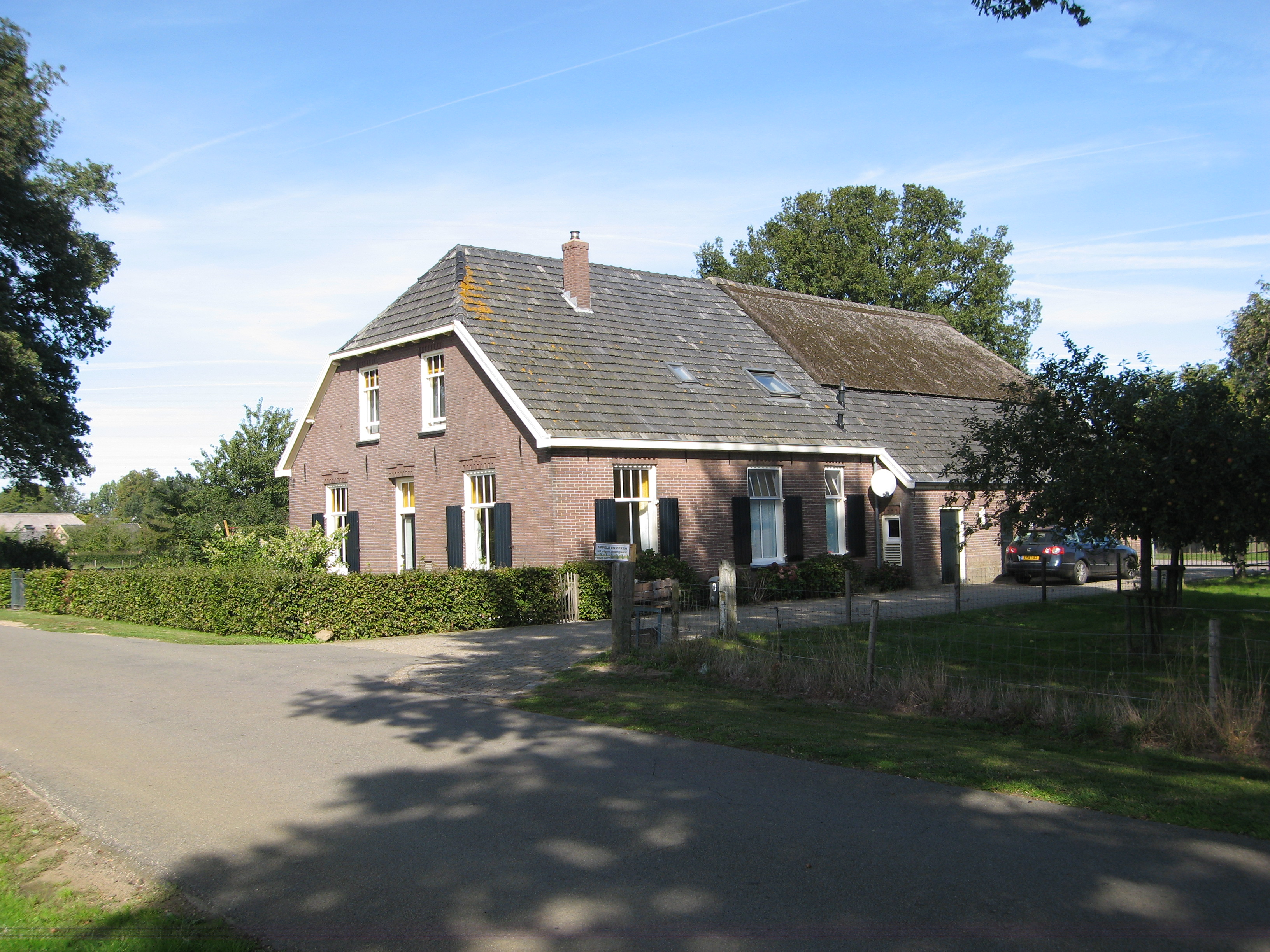
Ферма